# Vizepräsident der Vereinigten Staaten
Der Vizepräsident der Vereinigten Staaten ist der Stellvertreter des US-amerikanischen Präsidenten und damit Inhaber des zweithöchsten Amtes in den Vereinigten Staaten von Amerika. Der Vizepräsident ist in der Nachfolge des Präsidenten die erste Person, die im Falle des Todes, des Rücktritts oder der Amtsenthebung des Präsidenten dessen Amt übernimmt, im Falle einer vorübergehenden Amtsunfähigkeit des Präsidenten auch kommissarisch. Gleichzeitig ist der Vizepräsident auch Präsident des Senats und kann dort bei einem Patt die entscheidende Stimme abgeben. Weiterhin nimmt er zeremonielle Aufgaben wahr.
Anfänglich als weitgehend bedeutungsloses Amt wahrgenommen und meist ohne Einfluss auf die Arbeit der Regierung, nimmt der Vizepräsident seit 1933 regelmäßig an Kabinettssitzungen teil und hat seit 1961 auch ein Büro im Weißen Haus. Heute ist er in der Regel einer der wichtigsten Berater des Präsidenten.
Es gab bislang 50 Vizepräsidenten. Amtsinhaber ist seit dem 20. Januar 2025 der Republikaner JD Vance.
Neben der Rolle als Stellvertreter und möglicher Nachfolger des Präsidenten ist dem Vizepräsidenten in der Verfassung eine eigenständige Aufgabe zugedacht: Er ist Präsident des Senats. Als solcher leitet er auch die gemeinsame Sitzung des Kongresses, bei der die Ergebnisse der Präsidentschaftswahl ausgezählt werden.
Die Verfassung ordnet das Amt nicht eindeutig der Exekutive oder Legislative zu. Solange der Vizepräsident nicht zum Präsidenten aufrückt, weist ihm die Verfassung nur die Rolle des Senatspräsidenten und damit legislative Befugnisse zu. Seit der Präsident im 20. Jahrhundert jedoch zunehmend in die Regierungsarbeit eingebunden wurde und kaum mehr dem Senat vorsitzt, gehört er faktisch der Exekutive an, hat dort jedoch keine formellen Befugnisse, sondern kann nur im Auftrag des Präsidenten handeln. In der Wissenschaft ist daher umstritten, ob das Amt der Legislative, der Exekutive oder beidem zugeordnet werden sollte.

## Vertretung und Nachfolge des Präsidenten

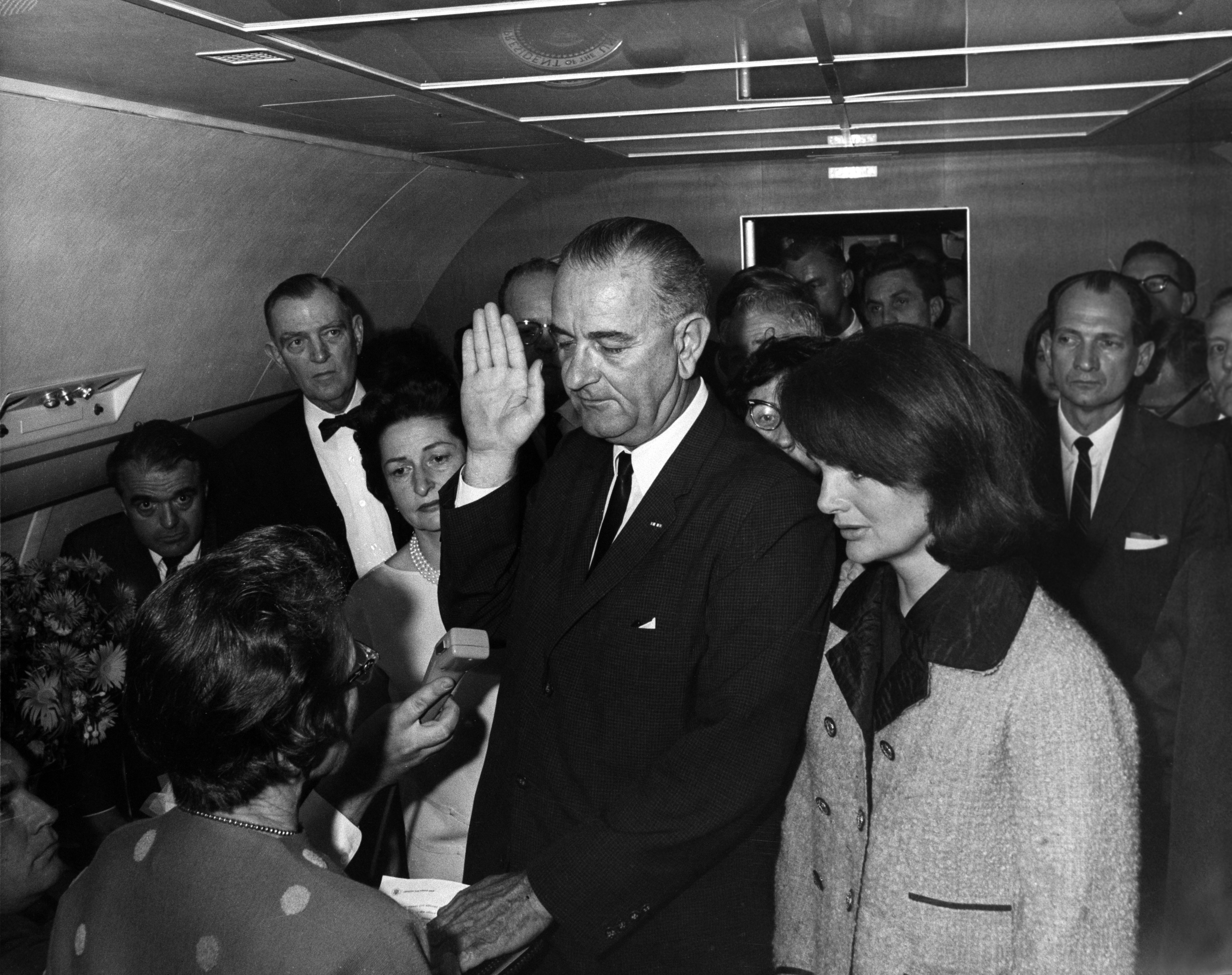
Vereidigung von Vizepräsident Lyndon B. Johnson zum Präsidenten, zwei Stunden nachdem sein Vorgänger John F. Kennedy ermordet wurde. Rechts neben Johnson an Bord des Präsidentenflugzeugs steht die Witwe Kennedys, Jacqueline Kennedy Onassis.

Bereits die Verfassung der Vereinigten Staaten in ihrer Ursprungsfassung regelte, dass der Vizepräsident für den gesamten Rest der laufenden Amtsperiode die Rechte und Pflichten des Präsidenten wahrnimmt, falls dieser stirbt, zurücktritt oder seines Amtes enthoben wird. Unklar war darin jedoch, ob diese Amtsausübung kommissarisch ist oder der Vizepräsident zum Präsidenten wird. Beim ersten solchen Fall 1841 schuf John Tyler den Präzedenzfall, dass er sich als Präsident sah und die Bezeichnung acting president (kommissarischer Präsident) ablehnte. Er legte zwei Tage nach Tod des Präsidenten den Amtseid ab. Zwei Monate später verabschiedete der Kongress eine Resolution, die das Vorgehen unterstützte. Seither galt diese Praxis, die erst 1967 mit dem 25. Verfassungszusatz auch in Gesetzesform gebracht wurde. Insgesamt sind nach John Tyler 1841 acht weitere Vizepräsidenten in das Präsidentenamt aufgerückt. Vier davon wurden nach dem Ende der laufenden Amtszeit durch Wahlen im Präsidentenamt bestätigt.
Die bisher zum Präsidentenamt aufgerückten Vizepräsidenten sind:
- John Tyler rückte 1841 nach nur 31 Tagen im Amt zum Präsidenten auf. Präsident William Henry Harrison hatte sich drei Wochen nach Amtseinführung schwer erkältet und starb kurz darauf an einer Lungenentzündung. Tyler wurde aber bei der folgenden Wahl 1844 nicht nominiert und schied nach Ende der Amtszeit 1845 aus.
- Millard Fillmore war 1850, neun Jahre später, der zweite Vizepräsident, der ins höchste Staatsamt aufrückte. Präsident Zachary Taylor war wie Harrison nach einer öffentlichen Veranstaltung erkrankt und starb kurz danach. Fillmore war der letzte Präsident der Whig Party. Für die nächste Präsidentschaftswahl 1852 konnte er sich nicht die Nominierung seiner Partei sichern und schied damit 1853 aus. Als Kandidat der American Party wurde er bei der Wahl 1856 nur Dritter.
- Andrew Johnson wurde 1865 der zweite Vizepräsident von Abraham Lincoln. Als dieser gut einen Monat später ermordet wurde, übernahm Johnson das Präsidentenamt. Er hatte als erster Präsident ein Amtsenthebungsverfahren zu überstehen, das nur knapp scheiterte. Er wurde von den Demokraten nicht für eine Wiederwahl nominiert und verließ das Weiße Haus daher 1869.
- Chester A. Arthur rückte 1881 auf, als Präsident James A. Garfield von einem psychisch Kranken angeschossen wurde und elf Wochen später seinen Verletzungen erlag. Arthur bewarb sich bei der folgenden Wahl im Jahr 1884 aufgrund seiner schlechten Gesundheit innerparteilich nicht ernsthaft um eine Kandidatur, erhielt aber gut ein Viertel der Stimmen. An seiner statt wurde Grover Cleveland gewählt und Arthur schied deshalb 1885 aus dem Amt.
- Theodore Roosevelt wurde 1901 ebenfalls infolge eines Attentats zum Präsidenten. William McKinley wurde ein halbes Jahr nach Beginn seiner zweiten Amtszeit von einem Anarchisten ermordet. Roosevelt ist mit 42 Jahren bis heute der jüngste Präsident bei Amtsantritt. Als erstem nachgerücktem Vizepräsidenten gelang ihm es 1904, von seiner Partei nominiert zu werden und sich die Wiederwahl zu sichern. 1908 verzichtete er auf eine weitere Kandidatur, bewarb sich aber 1912 vergeblich erneut.
- Calvin Coolidge wurde 1923 nach dem krankheitsbedingten Tod von Warren G. Harding zum Präsidenten. Ihm gelang 1924 mit deutlichem Vorsprung die Wiederwahl. 1928 ließ er sich nicht noch einmal aufstellen.
- Harry S. Truman war 1945 nur knapp drei Monate im Amt des Vizepräsidenten gewesen, als Franklin D. Roosevelt zu Beginn seiner vierten Amtszeit verstarb und Truman damit Präsident wurde. 1948 gelang ihm die Wiederwahl. Er war der letzte Präsident, der von der Amtszeitenbeschränkung des 22. Verfassungszusatzes nicht betroffen war. 1952 verzichtete er auf eine weitere Kandidatur, nachdem er die erste parteiinterne Vorwahl verloren hatte.
- Lyndon B. Johnson wurde 1963 nach der Ermordung John F. Kennedys zum Präsidenten. Bei der Wahl 1964 gelang ihm mit der bislang größten Mehrheit der abgegebenen Stimmen die Wiederwahl. 1968 hätte er erneut antreten können, da er weniger als zwei Jahre der Amtszeit seines Vorgängers absolviert hatte, verzichtete jedoch.
- Gerald Ford, der selbst durch den Rücktritt Spiro Agnews 1973 als erster Vizepräsident durch den 25. Verfassungszusatz ins Amt gekommen war, gelangte 1974 durch den Rücktritt von Richard Nixon schließlich in das Präsidentenamt. Die Wiederwahl im Jahr 1976 misslang jedoch.

Der 25. Verfassungszusatz legte auch ein Vorgehen für eine Amtsunfähigkeit des Präsidenten fest. Eine solche kann vom Präsidenten selbst oder vom Vizepräsidenten mit Zustimmung des Kabinetts festgestellt werden. In dem Fall wird der Vizepräsident zum kommissarischen Präsidenten. Dies kam seit Inkrafttreten des Verfassungszusatzes 1967 bereits viermal vor: 1985 amtierte George Bush senior, 2002 und 2007 Dick Cheney und 2021 Kamala Harris für einige Stunden als geschäftsführender Präsident. Anlass war jeweils eine Operation des Präsidenten.

## Präsident des Senats
Der Vizepräsident ist Vorsitzender des US-Senates, ohne aber Mitglied des Senats zu sein. Während diese Rolle im 19. Jahrhundert noch von vielen Amtsinhabern selbst ausgeübt wurde, konzentrierten sich die Vizepräsidenten des 20. Jahrhunderts zunehmend auf exekutive Aufgaben. Daher leitet heute in der Regel der Präsident pro tempore die Sitzungen. Dieser ist ein in der Verfassung vorgesehener Stellvertreter des Vorsitzenden, den die Senatoren unter sich auswählen, üblicherweise der dienstälteste Senator der Mehrheitspartei. Der Vizepräsident hat nach der Geschäftsordnung des Senats auch kein Rederecht.
Sein Amt erhält jedoch bei Stimmengleichheit im Senat Bedeutung, da er dann eine Stimme zur Aufhebung des Patts abgeben darf. Dies kann bei knappen Mehrheitsverhältnissen von großer Bedeutung für den Präsidenten und dessen Partei sein. Die meisten Vizepräsidenten durften mindestens einmal eine Entscheidung mit ihrer Stimme herbeiführen. So gab es 2001 einen 50:50-Patt zwischen den Parteien im Senat. Der damalige Vizepräsident Dick Cheney durfte während seiner Amtszeit insgesamt achtmal mit seiner Stimme den Ausschlag geben. Der ehemalige Vizepräsident Joe Biden hat hingegen kein einziges solches Votum geben dürfen, wie auch schon 11 andere Vizepräsidenten vor ihm. Mehr als acht Entscheidungen erreichten nur sieben Vizepräsidenten. Rekordhalterin ist Kamala Harris (seit 2021) mit insgesamt 33 ausschlaggebenden Stimmen Da die Mitglieder des Kabinetts vom Senat bestätigt werden müssen, kann es auch vorkommen, dass der Vizepräsident eine ausschlaggebende Stimme abgeben darf, um die von seinem Präsidenten nominierte Person ins Amt zu befördern. Dies war bislang nur einmal der Fall, als Bildungsministerin Betsy DeVos im Februar 2017 mit der Stimme von Vizepräsident Mike Pence in das Amt gewählt wurde.
Wird ein neues Gesetz verabschiedet, so zeichnet der Vizepräsident als Senatsvorsitzender das Dokument ebenfalls gegen, wie der Sprecher des Repräsentantenhauses, bevor der Präsident das Gesetzesblatt zu seiner Gültigkeit am Schluss unterschreibt.
Eine Aufgabe, die dem Vizepräsidenten in der Rolle als Senatspräsident zufällt, ist der Vorsitz über ein Amtsenthebungsverfahren von Amtsträgern auf Bundesebene. Bei einem Amtsenthebungsverfahren gegen den Präsidenten führt jedoch der Oberste Bundesrichter den Vorsitz. In der Verfassung ist nicht festgelegt, wer die Sitzung bei einem Amtsenthebungsverfahren gegen den Vizepräsidenten führt. Da so ein Fall noch nie eingetreten ist, wurde dies auch nie durch eine entsprechende Praxis festgelegt.

## Auszählung der Stimmen bei der Präsidentschaftswahl
Die Präsidentschaftswahl ist nur eine indirekte Wahl, bei der jeder Staat seine Wahlmänner für das Wahlmännerkollegium bestimmt. Dieses Gremium trifft sich jedoch nie. Stattdessen treten die Delegationen eines jeden Staates in der jeweiligen Staatshauptstadt zusammen und stimmen dort ab. Das Ergebnis wird nach Washington übermittelt, wo dann der Kongress in einer gemeinsamen Sitzung beider Kammern die eingegangenen Stimmen überprüft und auszählt. Diese Sitzung wird vom Vizepräsidenten geleitet.
In der Praxis sind diese Sitzungen ein reines Verlesen der ohnehin schon lange festgestellten Ergebnisse. Auch bei Einsprüchen gibt es festgelegte Entscheidungsabläufe, so dass dem Vizepräsidenten hier nur zeremonielle Aufgaben zukommen. Da Vizepräsidenten schon mehrfach versucht haben, zum Präsidenten gewählt zu werden, kann es vorkommen, dass der Vizepräsident den eigenen Wahlsieg oder auch den seines Widersachers bekanntgibt.

## Andere Aufgaben
Aus dem Amt des Vizepräsidenten ergeben sich noch weitere Aufgaben und Rechte. So ist er auch Mitglied des United States National Security Council und Vorstandsmitglied der Smithsonian Institution.

## Bedeutung des Amtes

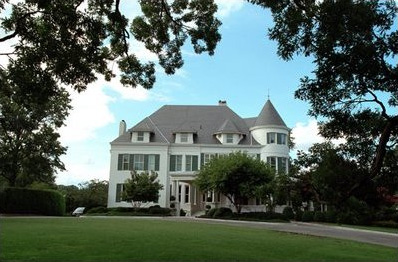
Number One Observatory Circle, offizielle Residenz des Vizepräsidenten

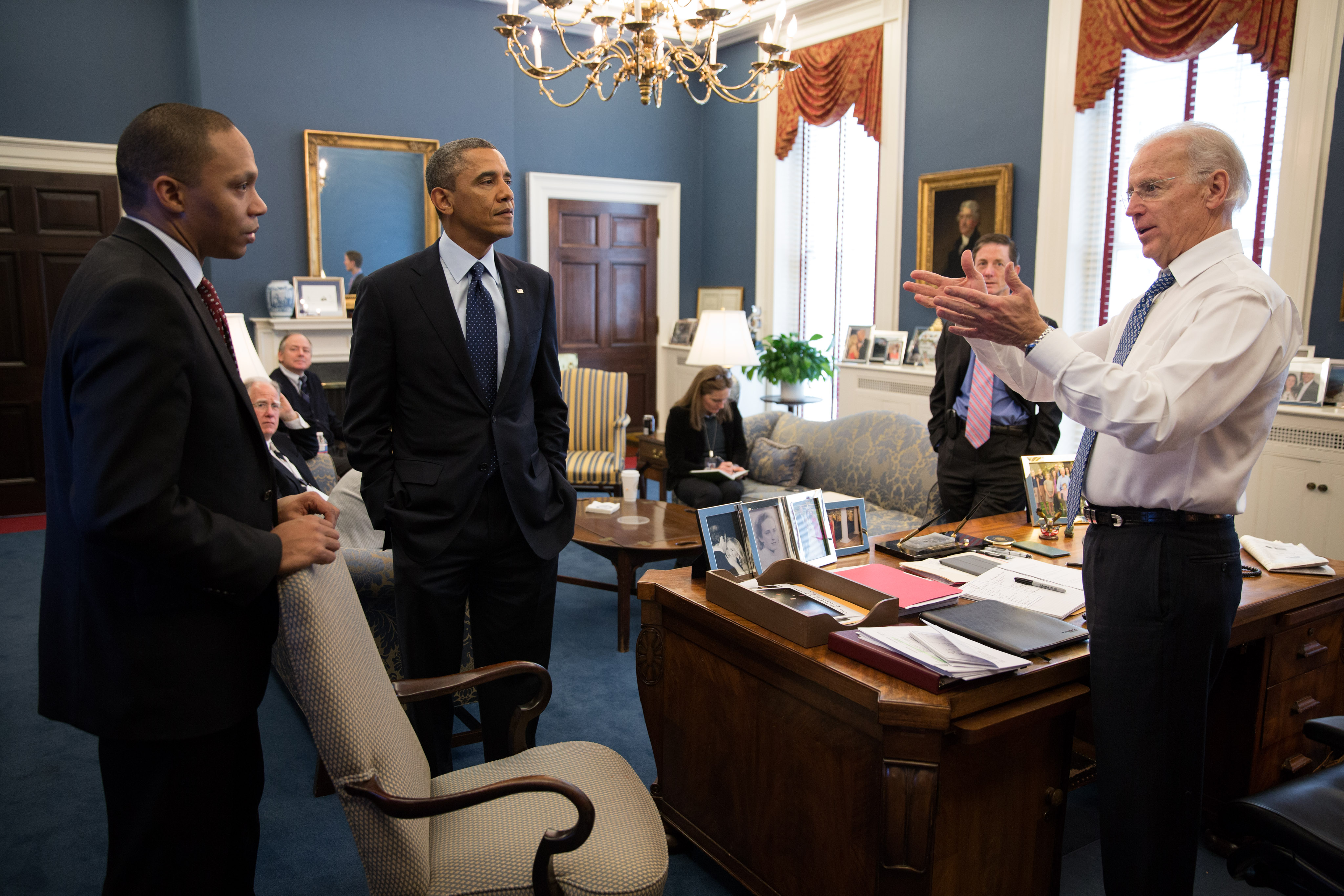
Büro des Vizepräsidenten im Weißen Haus im Jahr 2012 (hier mit dem damaligen Vizepräsidenten Joe Biden, rechts und Barack Obama)

Der erste Vizepräsident, John Adams, bezeichnete das Amt als „das bedeutungsloseste, das jemals von Menschen ersonnen wurde“. In der Tat war das Amt lange Zeit von lediglich geringer Bedeutung im politischen Alltag, so dass die Amtsinhaber nur bei einem späteren Aufstieg ins Präsidentenamt größere Beachtung fanden. Mit wenigen Ausnahmen blieb dies so bis ins 20. Jahrhundert.
Ein Sprichwort spielt auf die mögliche Nachfolge eines verstorbenen Präsidenten an: „Der Vizepräsident ist nur einen Herzschlag vom Oval Office entfernt“. Die Politikwissenschaftlerin Birgit Oldopp nennt die Rolle des Vizepräsidenten „undankbar“. Sie hänge davon ab, inwieweit der Präsident dem Vizepräsidenten vertraut und ihn ins politische Leben miteinbezieht. Walter Mondale (Vizepräsident unter Jimmy Carter) und Al Gore (unter Bill Clinton) beispielsweise wurde von ihren jeweiligen Präsidenten erheblicher politischer Einfluss zugestanden.
Der Vizepräsident gehört an sich nicht dem Kabinett an und nahm bis 1919 nicht an dessen Sitzungen teil. Woodrow Wilson brach erstmals mit dieser Tradition, als er seinen Vizepräsidenten Thomas Riley Marshall bat, ihn während der Verhandlungen zum Vertrag von Versailles in Kabinettssitzungen zu vertreten. Bis 1933 wurde dies je nach Präsident unterschiedlich gehandhabt. Ab dann machte Franklin D. Roosevelt schließlich die Teilnahme des Vizepräsidenten an Kabinettssitzungen zur Regel, was seither alle Präsidenten weitergeführt haben. Ursprünglich hatte der Vizepräsident auch kein Büro im Weißen Haus. Lyndon B. Johnson erhielt 1961 erstmals ein Büro dort, was seither für alle Vizepräsidenten beibehalten wurde.
Insgesamt ist die Bedeutung des Amtes in den letzten Jahrzehnten gewachsen, hängt aber auch davon ab, wie der jeweilige Amtsinhaber es ausübt. So galt Dan Quayle als ein schwacher Vizepräsident, Dick Cheney hingegen als ausgesprochen starker. Besondere Bedeutung kommt dem Vizepräsidenten jedoch bei knappen Mehrheitsverhältnissen im Senat zu, wo bei Stimmengleichheit seine Stimme den Ausschlag gibt: So verhielt sich das etwa im Fall der demokratischen Vizepräsidentin Harris während des 117. Kongresses von 2021 bis 2023, als die Demokraten im Repräsentantenhaus die Mehrheit hatten, jedoch im Senat 50 Demokraten und Unabhängige 50 Republikanern gegenüberstanden.
Vizepräsidenten sind nicht zuletzt mit repräsentativen Aufgaben beauftragt, auch Auslandsreisen. Sprichwörtlicherweise wird der Vizepräsident zu Begräbnissen zweitrangiger Staatsoberhäupter geschickt. Bei öffentlichen Auftritten des Vizepräsidenten erklingt als Präsidialsalut nach vier ruffles and flourishes (Trommelwirbel und Fanfaren) die Melodie oder das Lied Hail, Columbia. Wohnsitz des Vizepräsidenten ist seit 1974 das Gebäude Number One Observatory Circle in Washington, D.C.

## Wahl

### Verfahren
Nach dem heutigen Verfahren werden dem Wähler Wahlvorschläge gemacht, die jeweils sowohl Kandidaten für Präsident und Vizepräsident enthalten. Es wird also immer die Kombination aus beidem gewählt. Einen Vizepräsidentschaftskandidaten nennt man den Running Mate des Präsidentschaftskandidaten. Das Wahlmännerkollegium stimmt gleichzeitig über beide Posten ab, wobei sie jedoch im Wesentlichen freie Wahl haben. Jedoch müssen sie nach dem 12. Verfassungszusatz für mindestens einen Kandidaten stimmen, der nicht aus ihrem eigenen Bundesstaat stammt. Präsident und Vizepräsident stammen daher normalerweise nicht aus demselben Bundesstaat, um keine Stimmen aus diesem Staat zu verlieren. Da die Wahlmänner von den Parteien entsandt werden und verschiedene Staaten Gesetze zur Bestrafung von abweichend abstimmenden Wahlmännern haben, wird in der Regel geschlossen für den jeweiligen Wahlvorschlag gestimmt.
Das ursprüngliche Verfahren war so vorgesehen, dass das Wahlmännerkollegium nur über den Präsidenten abstimmt und der Zweitplatzierte dann Vizepräsident wird. Jeder Wahlmann hatte zwei Stimmen. Bei Stimmengleichheit sollte das Repräsentantenhaus entscheiden, wer welches Amt erhält. Dies beinhaltete das Risiko, dass Präsident und Vizepräsident zu entgegengesetzten politischen Lagern gehörten. Wollte eine Partei beide Ämter besetzen, musste sie zwei Kandidaten aufstellen und versuchen, dass einer der beiden Kandidaten mindestens eine Stimme mehr erhält. Dies führte bei der Wahl 1796 zu einer Aufteilung zwischen zwei Parteien, und bei der Wahl 1800 zu einer Krise, da der Präsidentschaftskandidat und sein eigener Bewerber für die Vizepräsidentschaft stimmengleich waren und sich das Repräsentantenhaus nicht auf einen einigen konnte. Daher führte der 12. Verfassungszusatz schon zur Wahl 1804 die heutige Regel ein.
Dort wird auch festgelegt, wie zu verfahren ist, wenn das Wahlmännerkollegium keine Mehrheit für einen Kandidaten gefunden hat. In diesem Fall wählt der Senat den Vizepräsidenten unter den zwei Kandidaten aus, die im Wahlmännerkollegium die meisten Stimmen erhalten haben. Es müssen zwei Drittel der Senatoren teilnehmen und der Kandidat muss die Stimmen von mindestens der Hälfte der Mitglieder des Senats erhalten. Bei der derzeitigen Zusammensetzung müssten also 67 Senatoren teilnehmen und mindestens 51 Senatoren für den Kandidaten stimmen. Der District of Columbia hat bei diesem Verfahren keine Vertretung, da der 23. Verfassungszusatz ihm nur Wahlmänner im Wahlmännerkollegium zugesteht, aber keine Stimmen im Senat.

### Voraussetzungen
Jeder Kandidat für die Vizepräsidentschaft muss auch zum Präsidenten wählbar sein. Er muss gebürtiger Staatsbürger der Vereinigten Staaten und mindestens 35 Jahre alt sein. Ferner muss er seit mindestens 14 Jahren seinen Wohnsitz in den Vereinigten Staaten haben.
Weiterhin gibt es drei Einschränkungen, die eine Kandidatur verbieten:
- Nach dem 22. Verfassungszusatz darf niemand mehr als zweimal zum Präsidenten gewählt werden. Rückt ein Vizepräsident mehr als zwei Jahre vor Ende der Amtszeit nach, darf er sogar nur einmal wiedergewählt werden. Hat ein Präsident diese Grenzen ausgeschöpft, darf er also nicht mehr zum Präsidenten kandidieren, und da ein Vizepräsidentschaftskandidat auch zum Präsidenten wählbar sein muss, ist dann auch eine Kandidatur zum Vizepräsidenten ausgeschlossen.
- Der Senat kann bei der Amtsenthebung von Amtsträgern auf Bundesebene bestimmen, dass die betroffene Person auch künftig von solchen Ämtern ausgeschlossen ist. Damit ist auch der Weg zur Vizepräsidentschaft versperrt.
- Nach dem 14. Verfassungszusatz darf niemand Vizepräsident sein, der an einer Rebellion gegen die Vereinigten Staaten beteiligt war. Dies kann mit einer Zweidrittelmehrheit in beiden Kammern des Kongresses aufgehoben werden. Die Vorschrift zielte ursprünglich auf die Teilnehmer des Sezessionskrieges auf Seiten der Südstaaten ab, denen eine tragende Rolle in der Staatsführung nicht mehr zukommen sollte. Jedoch wurden diese später weitgehend rehabilitiert. Da keine entsprechende Rebellion mehr aufgekommen war, war diese Vorschrift bis in die 2020er Jahre nur theoretischer Natur. Nach dem Sturm auf das Kapitol in Washington 2021 wurde die Vorschrift aber wieder in Gerichtsverfahren thematisiert.

### Nominierung

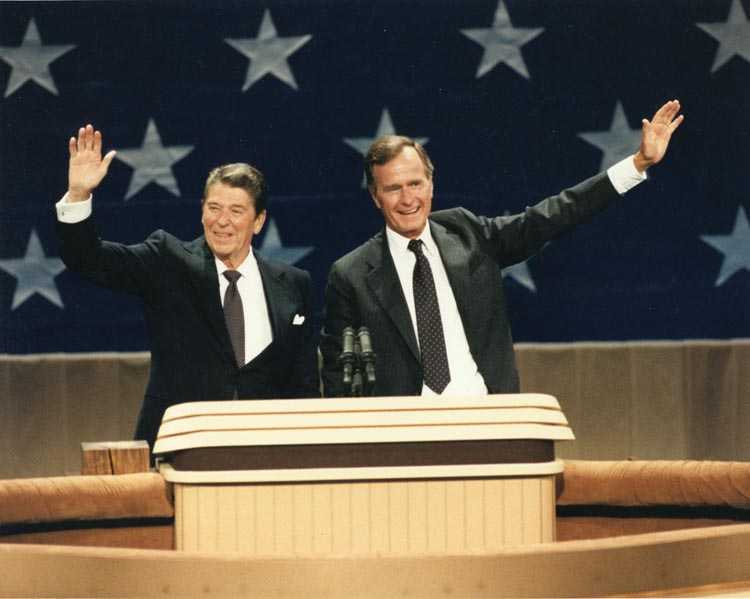
Präsident Ronald Reagan und sein Vizepräsident George Bush auf dem republikanischen Nominierungsparteitag im August 1984

Der Präsidentschaftskandidat schlägt auf dem Nominierungsparteitag seinen Vizepräsidentschaftskandidaten vor. Der Parteitag bestätigt diesen durch Wahl. Diese Praxis ist erst seit 1940 üblich, als sich Franklin D. Roosevelt vorbehielt, den Vizepräsidentschaftskandidaten selbst auszuwählen. Davor wurde der Vizepräsident von den Parteien ausgewählt. Adlai Stevenson war 1956 der bislang letzte Präsidentschaftskandidat, der die Nominierung dem Parteitag überließ.
In der Praxis ist der Vizepräsidentschaftskandidat oft ein ehemaliger innerparteilicher Rivale des Präsidentschaftskandidaten. Damit sollen seine Anhänger eingebunden werden. Außerdem hat es Vorteile bei der Wahl, wenn der running mate Eigenschaften hat, die dem Präsidentschaftskandidaten fehlen. Ein eher linker Kandidat nimmt sich eventuell einen eher rechten running mate oder umgekehrt, ein älterer einen jüngeren usw. Ein wichtiger Punkt bei der Auswahl ist oft auch die Herkunft. Ist der Vizepräsidentschaftskandidat in seinem Geburts- oder Wohnsitzstaat beliebt, kann dies die Wahlchancen befördern. Ein typisches Beispiel ist die Wahl 1960, als der aus dem liberalen Norden stammende John F. Kennedy den Texaner Lyndon B. Johnson nominierte, um unter den konservativen Demokraten im Süden zu punkten. In der Tat gelang es dem Gespann, sich mit einem knappen Vorsprung die Mehrheit der texanischen Stimmen und damit die Wahlmänner aus diesem Bundesstaat zu sichern.
Ein historisches Kuriosum stellte die Vizepräsidentschaft von John C. Calhoun dar (1825–1832). Bei der Präsidentschaftswahl 1824 hatte er ursprünglich selbst kandidiert. Dann aber wurde er Vizepräsidentschaftskandidat zweier Präsidentschaftskandidaten: Sowohl John Quincy Adams als auch Andrew Jackson hatten ihn als „running mate“ nominiert. Damals erhielten vier Präsidentschaftskandidaten Wahlmännerstimmen, aber keiner eine ausreichende Mehrheit im Wahlmännerkolleg. Calhoun hingegen kam im Kolleg auf fast 70 % der Wahlmännerstimmen und wurde daher Vizepräsident. Das Repräsentantenhaus bestimmte schließlich Adams zum Präsidenten, zur Empörung von Jackson, der mehr Wahlmännerstimmen als Adams auf sich hatte vereinen können. Bei der folgenden Wahl 1828 traten Jackson und Calhoun als Gespann an, die nach dem Wahlsieg tatsächlich als Präsident und Vizepräsident dienten. Im Jahr 1832, für seine erfolgreiche Wiederwahl, entschied Jackson sich allerdings für einen anderen Running mate, Martin van Buren, der 1836 selbst zum Präsidenten gewählt wurde. Calhoun wurde noch Senator und schließlich Außenminister. Die meisten Vizepräsidentschaftskandidaten waren ehemals Senator oder Gouverneur, seltener nur Mitglied des Repräsentantenhauses, Botschafter oder Regierungsmitglied.

### Nachfolge in der Präsidentschaft
Insgesamt stiegen 15 Amtsinhaber selbst zur Präsidentschaft auf:
- Bei acht Vizepräsidenten – John Tyler, Millard Fillmore, Andrew Johnson, Chester A. Arthur, Theodore Roosevelt, Calvin Coolidge, Harry S. Truman und Lyndon B. Johnson – geschah dies, weil ihr Vorgänger im Amt verstorben oder ermordet worden war.
- Einer, Gerald Ford, wurde durch den Rücktritt seines Vorgängers Präsident.
- Nur vier Vizepräsidenten gelang die Wahl zum Präsidenten direkt im Anschluss an die Amtszeit des Präsidenten, unter dem sie dieses Amt innehatten: John Adams, Thomas Jefferson, Martin Van Buren und George Bush.
- Zwei weitere Vizepräsidenten wurden erst später zum Präsidenten gewählt:  Richard Nixon und Joe Biden.
Nixon war Vizepräsident von 1953 bis 1961, verlor die Wahl 1960 aber knapp und war erst bei einem erneuten Versuch 1968 erfolgreich, als er den amtierenden Vizepräsidenten Hubert H. Humphrey knapp besiegte.
Biden war von 2009 bis 2017 Vizepräsident unter Barack Obama. Er  verzichtete nach dessen Ausscheiden auf eine Kandidatur, gewann aber die Präsidentschaftswahl 2020 vier Jahre später.

John Nance Garner,  Vizepräsident während der ersten beiden Amtsperioden Franklin D. Roosevelts versuchte bei der Wahl 1940 als demokratischer Spitzenkandidat nominiert zu werden, da er eine dritte Kandidatur Roosevelts ablehnte. Allerdings sicherte sich Roosevelt die Nominierung und blieb im Anschluss Präsident, während Henry A. Wallace neuer Vizepräsident wurde.
Bill Clintons Vizepräsident Al Gore unterlag bei der Wahl 2000 äußerst knapp. Er konnte zwar die meisten Wählerstimmen erhalten, jedoch nicht die Mehrheit des Wahlmännerkollegiums.
Zahlreiche Vizepräsidenten übten nach ihrer Vizepräsidentschaft auch andere politische Ämter aus oder kandidierten für diese. Besonders viele davon wurden erneut Senator, andere übernahmen einen Posten im Kabinett oder wurden Gouverneur eines Bundesstaates. Andrew Johnson wurde sogar zum Senator gewählt, nachdem er Vizepräsident und Präsident gewesen war.

### Amtszeiten
Die Zahl der Amtszeiten ist nicht beschränkt. Der 22. Verfassungszusatz beschränkt nur die Amtszeiten des Präsidenten, nicht jedoch die des Vizepräsidenten. Theoretisch kann also ein Vizepräsident beliebig lange und unter verschiedenen Präsidenten amtieren. In der Praxis hat kein Vizepräsident mehr als zwei Amtszeiten absolviert, nur George Clinton und John C. Calhoun dienten unter zwei verschiedenen Präsidenten, aber je nur für eine Wahlperiode. Im Gegenteil amtierten bis heute (2021) 49 Vizepräsidenten, während es nur 46 Präsidenten gab.
In der Vergangenheit traten Präsidenten bei der Bewerbung um Wiederwahl mit einem anderen Vizepräsidentschaftskandidaten an. So gab es beispielsweise zwischen Daniel D. Tompkins (1817–1825) und Thomas Riley Marshall (1913–1921) keinen einzigen Vizepräsidenten, der zwei Wahlperioden absolvierte (John C. Calhoun trat 1832 wenig vor Ende seiner zweiten Amtszeit zurück). Das Auswechseln eines Vizepräsidenten ist mittlerweile unüblich geworden. Zuletzt erfolgte dies bei Franklin D. Roosevelt, welcher in seinen vier Amtszeiten von 1933 bis 1945 drei verschiedene Vizepräsidenten hatte. 1975 entschied sich Nelson Rockefeller gegen eine Kandidatur für eine zweite Amtszeit, weswegen Gerald Ford bei der Wahl von 1976 mit Bob Dole als Vizepräsidentschaftskandidaten antrat. Er unterlag aber Jimmy Carter.

## Amtsende und Ersetzung

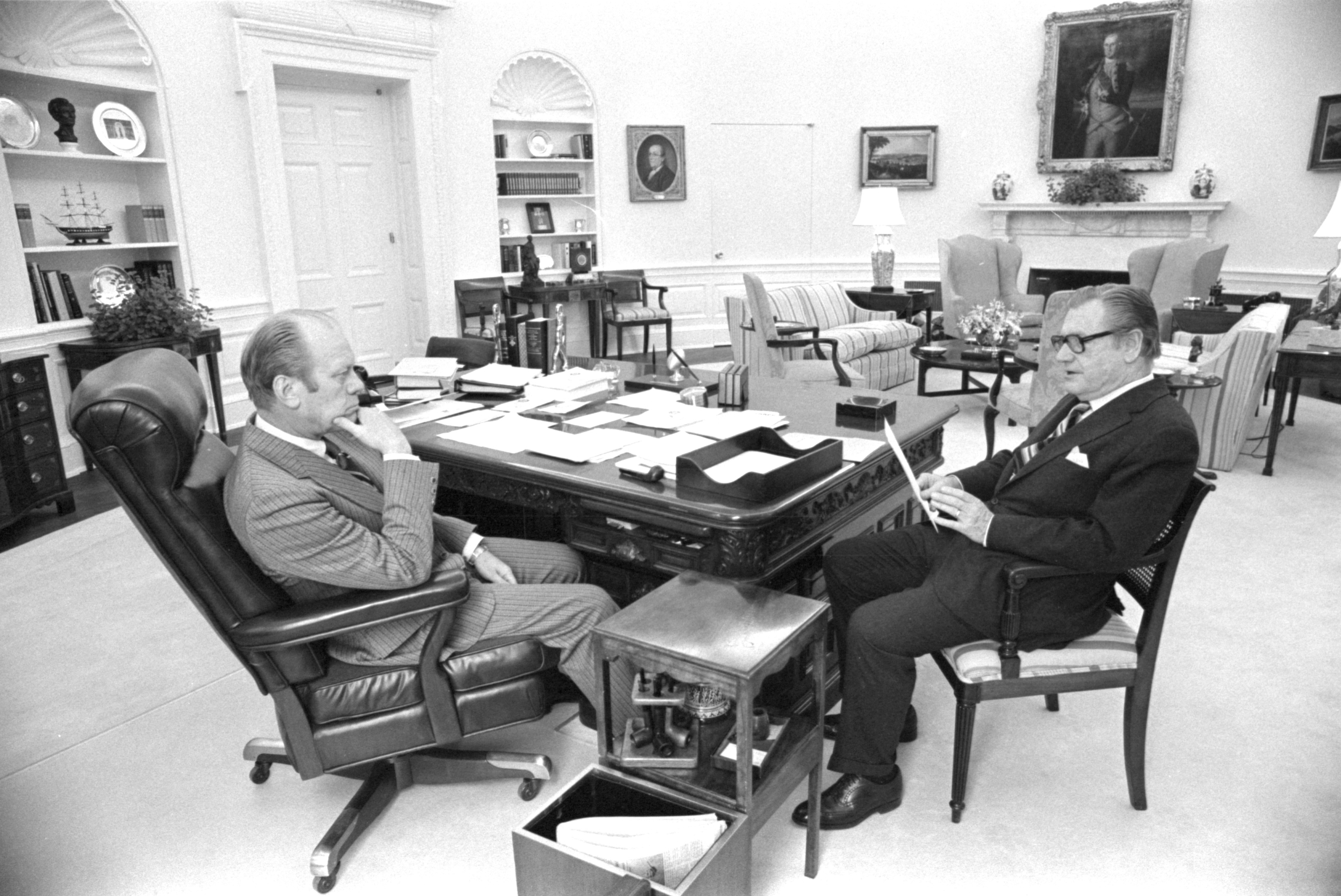
Gerald Ford (links) und Nelson Rockefeller im Oval Office (1975)

Die Amtszeit des Vizepräsidenten endet gleichzeitig mit der des Präsidenten, d. h. am 20. Januar nach einer Präsidentschaftswahl um 12 Uhr Ortszeit. Das Amt war in der Geschichte der Vereinigten Staaten mehrmals für verschieden lange Zeiträume unbesetzt. Im Gegensatz zum Amt des Präsidenten (siehe Nachfolge des Präsidenten der Vereinigten Staaten) gibt es keinen Mechanismus, der automatisch einen Nachfolger bestimmt oder das Amt zumindest kommissarisch besetzt. Hierdurch können vorübergehende Vakanzen entstehen.
In folgenden Szenarien kann dieser Fall eintreten:
- Wegfall des Präsidenten durch Tod, Rücktritt oder Amtsenthebung. In diesem Fall wird der Vizepräsident zum Präsidenten, so dass es zunächst keinen Vizepräsidenten mehr gibt. Dies ist bislang neunmal vorgekommen. Ursprünglich war nicht deutlich geregelt, ob der Vizepräsident nur die Amtsgeschäfte ausübt oder selbst Präsident wird. Der erste Vizepräsident in einer solchen Situation, John Tyler, erklärte sich 1841 selbst zum Präsidenten und etablierte damit eine Praxis, die 1967 mit dem 25. Zusatzartikel zur Verfassung auch gesetzlich festgelegt wurde.
- Tod des Vizepräsidenten. Dies ist bislang siebenmal vorgekommen, zuletzt 1912 beim Tod von James S. Sherman.
- Rücktritt des Vizepräsidenten. Bislang sind nur zwei Amtsinhaber zurückgetreten: John C. Calhoun trat Ende 1832 wenige Monate vor Ablauf seiner Amtszeit wegen Differenzen zu Präsident Jackson zurück und wechselte in den Senat. Spiro Agnew trat 1973 wegen einer Bestechungs- und Steuerhinterziehungsaffäre zurück.
- Amtsenthebung des Vizepräsidenten. Wie auch der Präsident und andere Amtsinhaber auf Bundesebene kann das Repräsentantenhaus eine Amtsenthebung beantragen, worüber dann der Senat beschließt. Bislang wurde kein solches Verfahren gegen einen Vizepräsidenten angestrengt. Der Vizepräsident kann nicht durch den Präsidenten abgesetzt werden.
- Wenn bis zum regulären Amtsende eines Vizepräsidenten kein neuer Amtsinhaber rechtskräftig gewählt wurde. Dies ist bislang noch nicht vorgekommen.

Zunächst konnte eine Vakanz im Vizepräsidentamt erst mit der nächsten Präsidentschaftswahl gefüllt werden, was in bestimmten Fällen erst fast 4 Jahre später war. Erst 1967 wurde mit dem 25. Zusatzartikel eine Möglichkeit geschaffen, einen neuen Vizepräsidenten zu ernennen. Stirbt ein Vizepräsident oder tritt er zurück, dann ernennt der Präsident einen Nachfolger. Diese Ernennung muss jedoch vom Kongress (Repräsentantenhaus und Senat) bestätigt werden.
1973 trat der Fall ein, dass Nixons Vizepräsident Agnew zurücktrat. Nixon ernannte Gerald Ford zum neuen Vizepräsidenten. Dann trat Nixon 1974 selbst zurück, so dass Ford in das Präsidentenamt nachrückte. Präsident Ford berief Nelson Rockefeller zum Vizepräsidenten. Ford und Rockefeller waren die einzigen Vizepräsidenten, die ohne Wahl durch das Volk ins Amt gelangten. Ford war entsprechend der einzige Präsident, der weder als solcher noch als Vizepräsident durch die Bürger gewählt wurde. Er wurde außerdem 1976 nicht wiedergewählt; Rockefeller war bei dieser Wahl nicht einmal mehr Kandidat.

## Eid

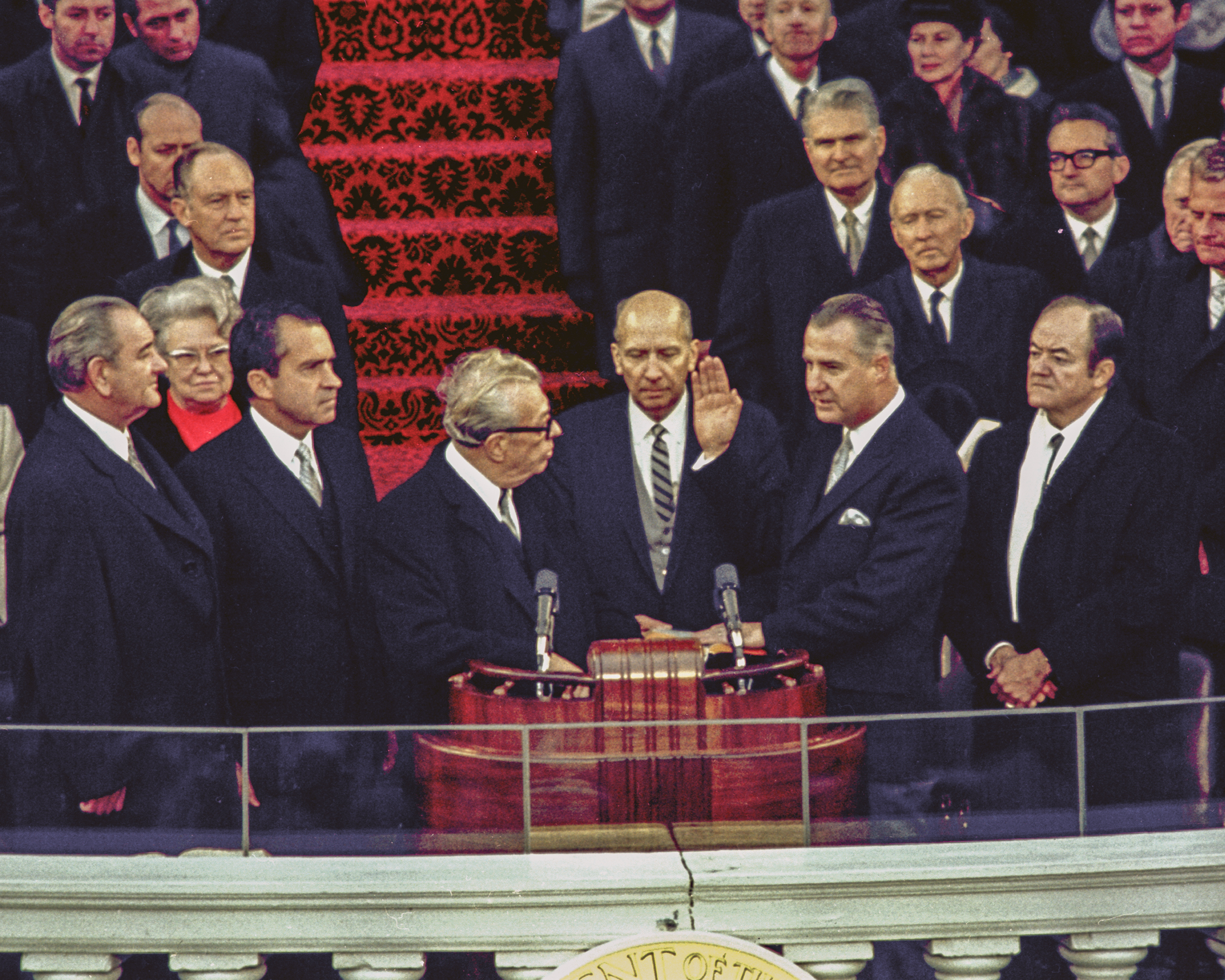
Vier Vizepräsidenten auf einem Bild: (von links) Lyndon B. Johnson, Richard Nixon, Spiro Agnew bei seiner Vereidigung, dahinter der scheidende Vizepräsident Hubert H. Humphrey (20. Januar 1969). Johnson und Nixon waren auch Präsidenten.

Anders als für den Präsidenten gibt die Verfassung keinen speziellen Eid für das Amt des Vizepräsidenten vor. Verschiedene Eide sind seit 1789 benutzt worden; die jetzige Form, welche auch von Senatoren, Abgeordneten und anderen Regierungsbeamten gesprochen wird, ist seit 1884 in Gebrauch:

“I do solemnly swear [or affirm] that I will support and defend the Constitution of the United States against all enemies, foreign and domestic; that I will bear true faith and allegiance to the same; that I take this obligation freely, without any mental reservation or purpose of evasion; and that I will well and faithfully discharge the duties of the office on which I am about to enter: So help me God.”

„Ich schwöre [oder gelobe] feierlich, dass ich die Verfassung der Vereinigten Staaten von Amerika erhalten und gegen alle Feinde, von außen wie von innen, verteidigen werde; dass ich ihr in treuem Glauben und mit Loyalität folgen werde; dass ich diese Pflicht freiwillig, ohne geheimen Vorbehalt oder die Absicht, mich ihr zu entziehen, auf mich nehme und dass ich die Pflichten des Amtes, das ich antrete, gut und treu erfüllen werde; so wahr mir Gott helfe.“

In einem Fall erfolgte die Vereidigung eines Vizepräsidenten außerhalb der Vereinigten Staaten: Am 24. März 1853 wurde William R. King, Vizepräsident unter Franklin Pierce, aus gesundheitlichen Gründen in Havanna, Kuba, durch den dortigen Konsul der USA vereidigt. Eigens dafür erließ der Kongress ein Sondergesetz. King starb bereits am 18. April 1853 an Tuberkulose.

## Maßgebende Artikel der Verfassung
- 12. Zusatzartikel zur Verfassung der Vereinigten Staaten
- 20. Zusatzartikel zur Verfassung der Vereinigten Staaten
- 22. Zusatzartikel zur Verfassung der Vereinigten Staaten
- 25. Zusatzartikel zur Verfassung der Vereinigten Staaten

## Amts- und Wohnsitz
Im Unterschied zum Präsidenten war dem Vizepräsidenten lange Zeit kein Amts- oder Wohnsitz zugeteilt. Bei einer Erweiterung des Kapitols in den 1850er-Jahren wurde für den Vizepräsidenten ein eigener Raum eingerichtet, welcher ab 1859 genutzt wurde. John C. Breckinridge war der erste Vizepräsident, der diesen Raum nutzte. Dieser Raum blieb bis 1909, als das Russell Senate Office Building eröffnet wurde, der einzige dem Vizepräsidenten zugedachte Amtsraum. Heute hat der Vizepräsident ein Büro im West Wing des Weißen Hauses in der Nähe des Büros des Präsidenten. Weiterhin hat er ein Büro im Eisenhower Executive Office Building, wo auch sein Stab seine Büros hat.
Vizepräsidenten nutzten ursprünglich ihre eigenen Häuser oder Hotels als Wohnsitz. Es gab mindestens seit 1923 Versuche, ihm einen eigenen Wohnsitz zuzuweisen, als die Frau des Senators John B. Henderson ein neugebautes Haus als Amtssitz zum Verkauf anbot, was aber nicht erfolgreich war. Über die folgenden Jahrzehnte wurden die Sicherheitsanforderungen zu einem Problem, da die privaten Wohnungen der jeweiligen Vizepräsidenten zu hohen Kosten mit Sicherheitsvorkehrungen versehen werden mussten. 1966 stellte der Kongress 750.000 US-Dollar für den Bau eines dreistöckigen Gebäudes auf dem Gelände des United States Naval Observatory in Aussicht, was jedoch kurz darauf wegen der schlechten Finanzlage auf Eis gelegt wurde. Letztendlich wurde 1974 das Gebäude Number One Observatory Circle als „official temporary residence“ (offizieller temporärer Wohnsitz) für den Vizepräsidenten bestimmt. Jedoch dauerte es weitere drei Jahre, bis ein Vizepräsident dort auch wohnte. Gerald Ford stieg zum Präsidenten auf, bevor er einziehen konnte, und Nelson Rockefeller nutzte es nur für Veranstaltungen, blieb aber in seinem eigenen Haus wohnen. Walter Mondale war 1977 der erste Vizepräsident, der auch dort wohnte. Wie auch das Weiße Haus hat Number One Observatory Circle verschiedene Erweiterungen erhalten. George H. W. Bush fügte unter anderem eine Laufstrecke hinzu, Dan Quayle einen Pool.